# 延岡市立岡富中学校

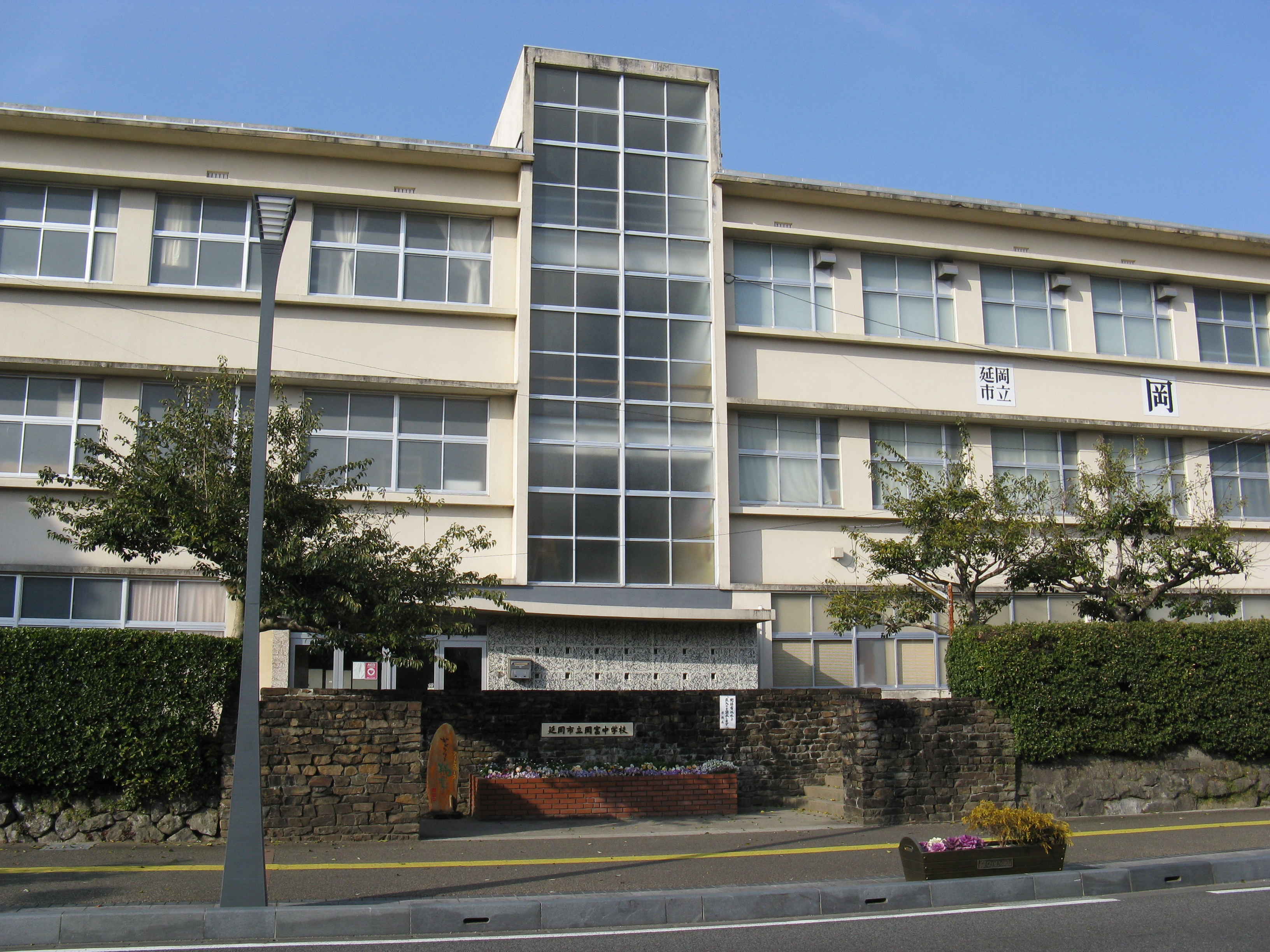
西門（2011年2月）

延岡市立岡富中学校（のべおかしりつ おかとみちゅうがっこう）は、宮崎県延岡市本小路にある公立中学校。

## 沿革
- 1949年4月1日 - 延岡高等女学校跡に開校。
- 1956年4月1日 - 旭中学校が分離し開校。
- 1959年 - 火災により校舎全焼。延岡市内の各校に分散し授業を実施。
- 1961年9月13日 - 鉄筋コンクリート造の現校舎が完成し移転。

## 概要
- 生徒数333名
- 学級数14個（通常学級9、特別支援学級2）
- 職員数31名

（2023年3月1日現在）

## 通学区域

### 岡富小学校通学区域
- 恵比寿町
- 岡富町（一部を除く）
- 川原崎町（一部を除く）
- 祇園町1・2丁目
- 北小路

- 紺屋町1・2丁目
- 幸町1～3丁目
- 昭和町1～3丁目
- 栄町
- 瀬之口町1・2丁目

- 高千穂通
- 博労町
- 日の出町1・2丁目
- 古川町
- 山下町1・2丁目

### 延岡小学校通学区域
- 大貫町1～6丁目
  - （4丁目，6丁目の一部を除く）
- 北町1・2丁目
- 桜小路
- 新町
- 須崎町

- 中央通1～3丁目
- 天神小路
- 中町1・2丁目
- 西階町1丁目の一部
- 野地町3丁目（一部を除く），5丁目
- 東本小路

- 船倉町1・2丁目
- 本小路
- 本町1・2丁目
- 南町1・2丁目
- 柳沢町1・2丁目

## 交通
- JR日豊本線延岡駅下車 
  - 延岡駅から宮崎交通バス7分 - 「ジャスコ延岡行き」「保健福祉大学行き」（市役所前下車）
  - 市役所前バス停から徒歩10分

## 周辺施設
- 城山公園（延岡城址）
- 延岡市立図書館（カルチャープラザのべおか）
- 内藤記念館
- 延岡市役所

## 行事
・体育大会
・楠の葉祭

## 出身著名人
- 橋口浩二（高知競馬場実況アナウンサー）
- 木村つづく（宮崎のラジオパーソナリティー、ローカルタレント）
- 琴恵光充憲（大相撲力士）
- 桂銀治（落語家）